# Erich Burandt
Erich Burandt (* 10. Januar 1892 in Groß-Trampken; † 1963) war ein deutscher Gutsbesitzer und Politiker (DNVP).

## Leben
Burandt war der Sohn eines Gutsbesitzers und evangelischer Konfession. Er heiratete 1920 in Stolpmünde Erika Randt (1899–1982). Der gemeinsame Sohn Eberhard Burandt (1923–2013) wurde Generalleutnant des Heeres der Bundeswehr.
Erich Burandt wurde 1902 bis 1909 im Kadettenkorps erzogen und war ab 1909 zunächst Fähnrich und dann aktiver Offizier im Infanterie-Regiment 14 in Bromberg. Bei Beginn des Ersten Weltkriegs 1914 war er Leutnant. Er erhielt im Krieg das Eiserne Kreuz erster und zweiter Klasse. Im September 1919 wurde er verabschiedet und im November 1920 zum Hauptmann der Reserve befördert.
Nach dem Krieg bewirtschaftete er das väterliche Gut in Groß-Trampken, dessen Eigentümer er am 4. Oktober 1920 wurde. Ab 1922 war er Vorsitzender des Kreislandbundes Danziger Höhe. 1923 war er Mitgründer der Danziger Roggenrentenbank.
In der Freien Stadt Danzig schloss er sich der DNVP an und war für diese Kreistagsabgeordneter im Kreis Danziger Höhe und 1923 bis 1933 Mitglied im Volkstag. Burandt war Stahlhelmführer in Danzig.
Nach der Flucht und Vertreibung der Deutschen 1945 lebte er in Greuelsiefen.